# Anteprojeto de João Augusto de Mattos Pimenta para construção de Brasília
O anteprojeto de João Augusto de Mattos Pimenta para construção de Brasília foi elaborado pelo mesmo que é médico, jornalista e fundador da Bolsa de Imóveis do Rio de Janeiro. Devido a ausência de material, o ano e o conteúdo do esboço não é reconhecido. No entanto, é reconhecido pela sua experiência urbana, devido a inspiração de franceses, ingleses e alemães.
Profissional no ramo imobiliário do Rio de Janeiro desde a década de 1920, Mattos Pimenta foi um crítico em relação a então capital federal, questionando o problema do morro nas favelas. De acordo com seu neto, J. D'Ávila Pompéia, o anteprojeto seria projetado entre circulação de pedestres e veículos, ou seja, pedestres estariam próximo de edifícios, enquanto os veículos estariam abaixo deles, organizando a concentração entre um e outro.

## Uma Cidade sem Palácios,  sem Favelas e sobre Pilotis
O anteprojeto de Mattos Pimenta propõe uma cidade construída sobre pilotis, ou seja, a partir da superfície do terreno, oferecendo à construção um ar de leveza, além de evitar problemas com umidade. Uma cidade em dois níveis: o primeiro, baseado no solo, para o tráfego de veículos. E o segundo, sustentado pela base, onde os pedestres transitam. A locomoção entre um nível e outro acontece através de elevadores dos prédios e escadas públicas nas esquinas. 
Um exemplo de pilotis é a fachada do Palácio do Planalto, obra de Oscar Niemeyer.

## História

### Carreira urbana

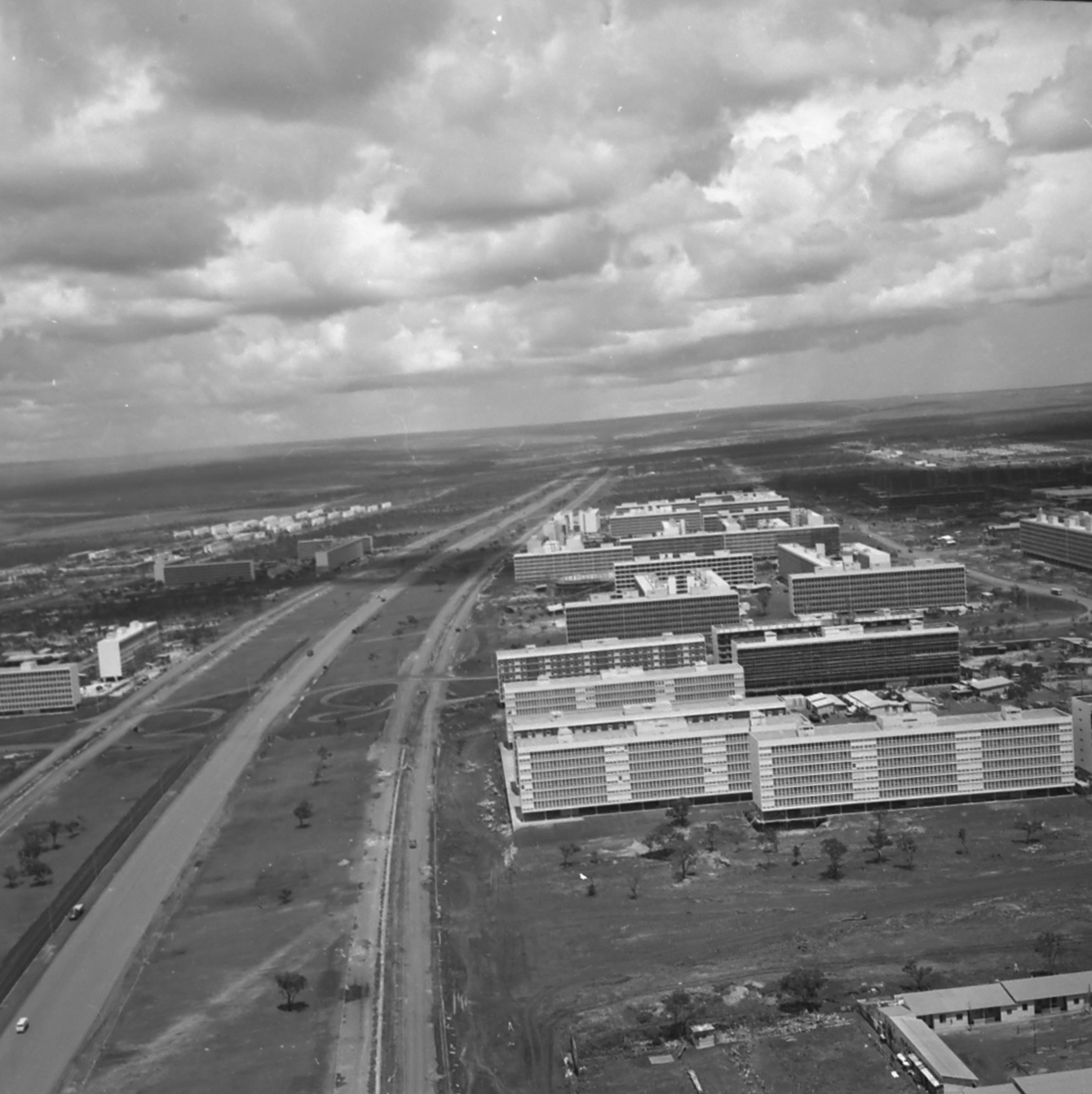
O projeto do Plano Piloto de Brasília já foi pauta de esboços antes do concurso oficial em 1956.

João Augusto de Mattos Pimenta, fundador da Bolsa de Imóveis do Rio de Janeiro, esteve no ramo imobiliário do Rio de Janeiro, até então capital federal, desde a década de 1920. Apesar de ter as profissões de médico e jornalista no currículo, sua maior atuação foi na Bolsa de Imóveis da Capital Federal, fundada em 1939.
Embora não se saiba o período de elaboração deste anteprojeto, há indícios de que Mattos Pimenta tenha apresentado soluções sobre a experiência imobiliária, uma vez que o mesmo se articulava com referências da França, Inglaterra e Alemanha sobre urbanismo, paisagismo e planejamento. Suas palestras no Rio de Janeiro, realizadas na década de 1920, criticava a falta de beleza na cidade, questionando a situação de morros e das favelas. A ideia de Mattos Pimenta era trazer todo o conhecimento da Europa para criar um plano urbano.
Em 1926, Mattos Pimenta publicou um artigo composto por três pronunciamentos sobre o meio urbano da então capital federal. Primeiro, propôs solucionar o morro próximo das favelas: sugeriu ser nomeado para uma Comissão especial ao lado de José Mariano, Archimedes Memoria e Francisco Oliveira Passos e contribuiu com os deficientes, velhos e crianças moradores de morro, doando uma propriedade para que possa construir um asilo para eles. Segundo, ele abordou o problema das favelas, questionando e criticando a ausência de infraestrutura que poderia ser resolvida com um planejamento urbano, consequência da invasão dos morros pelos barracos.
No seu último pronunciamento, com a presença do prefeito Antônio da Silva Prado Júnior, Mattos Pimenta demonstra enfatiza suas referências para a realização de um projeto ao Rio de Janeiro. Devido ao seu conhecimento internacional na área do urbanismo, exigiu uma posição das autoridades públicas quanto ao planejamento da cidade.

### Suposições do anteprojeto
Segundo as declarações de J. D'Ávila Pompéia, neto de João Augusto de Mattos Pimenta, o anteprojeto para a construção de uma nova capital federal seria definido entre uma circulação de pedestres e automóveis, ou seja, os pedestres estariam localizados em contato direto com os edifícios, ponto do comércio e serviços; enquanto os automóveis estaria abaixo do passeio dos pedestres, para não incomodá-los. O único contanto entre ambos seria por um meio de circulação vertical semelhante a escada rolante. Além disso, com os edifícios envidraçados seria considerado a principal imagem da cidade, o subsolo estaria voltado para os veículos, enquanto que as atividades dos pedestres estariam concentrados em sua área de circulação.
Mattos Pimenta teria apresentado um plano com ideias menos conservadoras para o plano da cidade, aliando-se ao pragmatismo do mercado imobiliário e de seus conhecimentos urbanísticos do anteprojeto. Ele não hesitou de participar das discussões imobiliárias para a construção da Nova Capital – que até então era o Rio de Janeiro, esclarecendo a importância do empreendimento imobiliário para o anteprojeto de uma nova cidade.